# Fantastic Beasts: The Crimes of Grindelwald
Fantastic Beasts: The Crimes of Grindelwald is een Brits-Amerikaanse avontuur-fantasyfilm van Heyday Films en Warner Bros. Pictures uit 2018, geregisseerd door David Yates en geschreven door J.K. Rowling. De film is het vervolg op Fantastic Beasts and Where to Find Them.

## Verhaal
Gellert Grindelwald, die door MACUSA werd gearresteerd, is ontsnapt en begonnen met het rekruteren van volgelingen om zijn doel te bereiken: dat tovenaars heersen over de wereld en zich niet meer moeten verstoppen voor Dreuzels. Albus Perkamentus ziet zichzelf genoodzaakt om in te grijpen, maar hiervoor heeft hij de hulp nodig van zijn voormalige student en de persoon die Grindelwald eerder wist te stoppen: Newt Scamander. De Obscurus Koenraad Barbot is gesignaleerd in Parijs evenals Grindelwald, en Scamander en Perkamentus vermoeden dat Grindelwald Barbot opnieuw voor zijn karretje wil spannen.
In Parijs ontsnapt Barbot uit een rariteitencircus met Nagini, die hier eveneens tegen haar zin gevangen werd gehouden en tentoongesteld. Ze proberen de afkomst van Koenraad te achterhalen. Intussen arriveren ook Jacob Kowalski en Queenie Goldstein in Londen die nu een paar zijn. De regen wiste alleen slechte herinneringen en Jacobs herinneringen waren vooral goed. De twee krijgen echter ruzie omdat hun relatie illegaal is en Queenie vertrekt verdrietig om met haar zus Tina te praten. Jacob en Newt achtervolgen Queenie naar Parijs, maar Grindelwald komt haar op het spoor en palmt haar in: als hij aan de macht komt mogen tovenaars trouwen met wie ze maar willen.
Ook Tina, die haar aanstelling als Schouwer terug heeft, is in Parijs op zoek naar Grindelwald. Ze ontmoet een Senegalese tovenaar genaamd Yusuf Kama, die ook op zoek is naar Koenraad. Ook Leta van Detta, een Schouwer die verloofd is met Newts broer Theseus, is op zoek naar Grindelwald. De paden van Leta, Theseus, Yusuf, Tina, Jacob, Newt, Koenraad en Nagini kruisen elkaar op Cimetière du Père-Lachaise waar Grindelwald van plan is een grote toespraak te houden voor zijn aanhangers. 
Hier treft de groep Queenie in het publiek aan. Grindelwald houdt een toespraak waarin hij aangeeft dat zijn bedoelingen vreedzaam zijn, maar dat de tovenaarsgemeenschap toelaat dat Dreuzels de wereld in het verderf storten. Hierbij jaagt hij de groep angst aan met beelden van de toekomstige Tweede Wereldoorlog. De Schouwers sluiten de menigte in maar durven niet hard in te grijpen uit angst dat dit Grindelwald alleen maar in de kaart zal spelen. Hierop verdwijnselt het publiek, en Grindelwald creëert een cirkel van blauw vuur; wie voor hem is wordt uitgenodigd om door de kring naar hem toe te lopen en zal niets overkomen, wie tegen hem is zal door het vuur worden verteerd. Queenie stapt tot Jacobs afgrijzen vrijwillig de kring in, evenals Koenraad. Leta offert zichzelf op om de groep te redden en met behulp van de onsterfelijke Nicolaas Flamel wordt een beschermende kring opgetrokken die het blauwe vuur intoomt en voorkomt dat dit heel Parijs verteert.
Newts Delfstoffer blijkt een magisch artefact te hebben gestolen van Grindelwald dat een bloedeed tussen een jonge Perkamentus en Grindelwald symboliseert, zolang deze bestaat kan Perkamentus Grindelwald niet zelf bekampen. De groep reist naar Zweinstein en Perkamentus neemt het object in ontvangst om te onderzoeken hoe hij het kan vernietigen. Ondertussen, in kasteel Normengard in Oostenrijk, onthult Grindelwald aan Koenraad dat hij in werkelijkheid Aurelius Perkamentus is, Albus' verloren broer. Hij geeft hem zijn eerste toverstaf en de vogel waar Koenraad voor gezorgd had blijkt een feniks te zijn.

## Rolverdeling
| Acteur                   | Rol                       |
| ------------------------ | ------------------------- |
| Eddie Redmayne           | Newt Scamander            |
| Katherine Waterston      | Tina Goldstein            |
| Dan Fogler               | Jacob Kowalski            |
| Alison Sudol             | Queenie Goldstein         |
| Ezra Miller              | Credence Barebone         |
| Zoë Kravitz              | Leta Lestrange            |
| Johnny Depp              | Gellert Grindelwald       |
| Callum Turner            | Theseus Scamander         |
| Claudia Kim              | Nagini                    |
| Jude Law                 | Albus Dumbledore          |
| William Nadylam          | Yusuf Kama                |
| Kevin Guthrie            | Abernathy                 |
| Poppy Corby-Tuech        | Vinda Rosier              |
| Brontis Jodorowsky       | Nicolas Flamel            |
| Carmen Ejogo             | Seraphina Picquery        |
| Ingvar Sigurosson        | Grimmson                  |
| Fiona Glascott           | Minerva McGonagall        |
| Victoria Yeates          | Bunty Broadacre           |
| Ólafur Darri Ólafsson    | Skender                   |
| Wolf Roth                | Spielman                  |
| Derek Riddell            | Torquil Travers           |
| Cornell John             | Arnold Guzman             |
| Maja Bloom               | Carrow                    |
| Simon Meacock            | Krafft                    |
| David Sakurai            | Krall                     |
| Danielle Hugues          | Irma Dugard               |
| Jessica Williams         | Eulalie "Lally" Hicks     |
| Jamie Campbell Bower     | Jonge Gellert Grindelwald |
| Toby Regbo               | Jonge Albus Dumbledore    |
| Isaac Domingos           | Jonge Yusuf Kama          |
| Keith Chanter            | Corvus Lestrange IV       |
| Isaura Barbé-Brown       | Laurena Kama              |
| Hugh Quarshie            | Mustafa Kama              |
| Joshua Shea              | Jonge Newt Scamander      |
| Thea Lamb                | Jonge Leta Lestrange      |
| Ingvar Eggert Sigurðsson | Grimmson                  |

## Productie

### Casting
In november 2016 werd bevestigd dat Zoë Kravitz, die in Fantastic Beasts and Where to Find Them een cameo had als Leta van Detta, in de tweede film ook als datzelfde personage te zien zal zijn, maar een groter aandeel zal hebben in de film. Begin april 2017 maakte de studio bekend dat Jude Law was gecast als Albus Perkamentus. Eind oktober 2017 werd via Pottermore bekendgemaakt dat Brontis Jodorowsky de rol van Nicolaas Flamel voor zijn rekening neemt en Callum Turner te zien zal zijn als Theseus Scamander.

### Opnames
De opnames gingen van start op 3 juli 2017 en liepen af op 20 december 2017. Er werd zowel in Frankrijk als in het Verenigd Koninkrijk gefilmd.

### Muziek
Op 16 november 2016 werd bevestigd dat James Newton Howard, die eerder de muziek van de voorloper schreef, terugkeert om het vervolg te componeren.

### Promotie
Op 16 november 2017 gaf Warner Bros. de titel van de film vrij, tezamen met een castfoto waarop alle hoofdpersonages aanwezig zijn.
Op 13 maart gaf Warner Bros. een teaser trailer vrij.

### Commotie rond casting Johnny Depp
Nadat Amber Heard haar ex-partner Johnny Depp beschuldigde van huiselijk geweld, ontstond er online commotie rond de casting van Depp als Grindelwald en riep een deel van de Harry Potter-fans op tot het vervangen van Depp als Grindelwald. Zowel J.K. Rowling als Yates verdedigde hun keuze om Depp te casten als Grindelwald en hem ook aan boord te houden na de beschuldigingen van Heard.

## Trivia
In deze film reist de groep naar Zweinstein. Deze school komt ook voor in de eveneens door J.K. Rowling geschreven boeken van Harry Potter. De hoofdpersoon uit deze boeken, Harry Potter volgt hier in deze boeken zijn opleiding. Ook Nagini komt in deze boeken voor. Zij is de slang van de slechte tovenaar Voldemort. Ook blijkt Grindelwald in bezit te zijn van de Zegevlier.